# كرومات الكالسيوم
كرومات الكالسيوم (CaCrO4) (بالإنجليزية: Calcium chromate )‏ هي مادة صلبة صفراء زاهية اللون . وعادة ما توجد كثنائي الماء Dihydrate .

## الخواص
يفقد كرومات الكالسيوم الماء عند درجة حرارة 200 ° م . يتفاعل كرومات الكالسيوم مع مادة عضوية أو عوامل مختزلة لتكوين الكروم الثلاثي . ويتفاعل كرومات الكالسيوم مع الهيدرازين محدثاً انفجار . وعند خلطه مع البورون واشعاله، فإن كرومات الكالسيوم ستحترق بعنف .

## الاستخدامات
يستخدم كصبغة ، مثبط للتآكل ، و في الطلاء الكهربائي ، التصنيع الكيميائي الضوئي ، و معالجة النفايات الصناعية .